# Can Bacardí (Sant Andreu de Llavaneres)
Can Bacardí és un edifici de Sant Andreu de Llavaneres (Maresme) inclòs a l'Inventari del Patrimoni Arquitectònic de Catalunya.

## Descripció

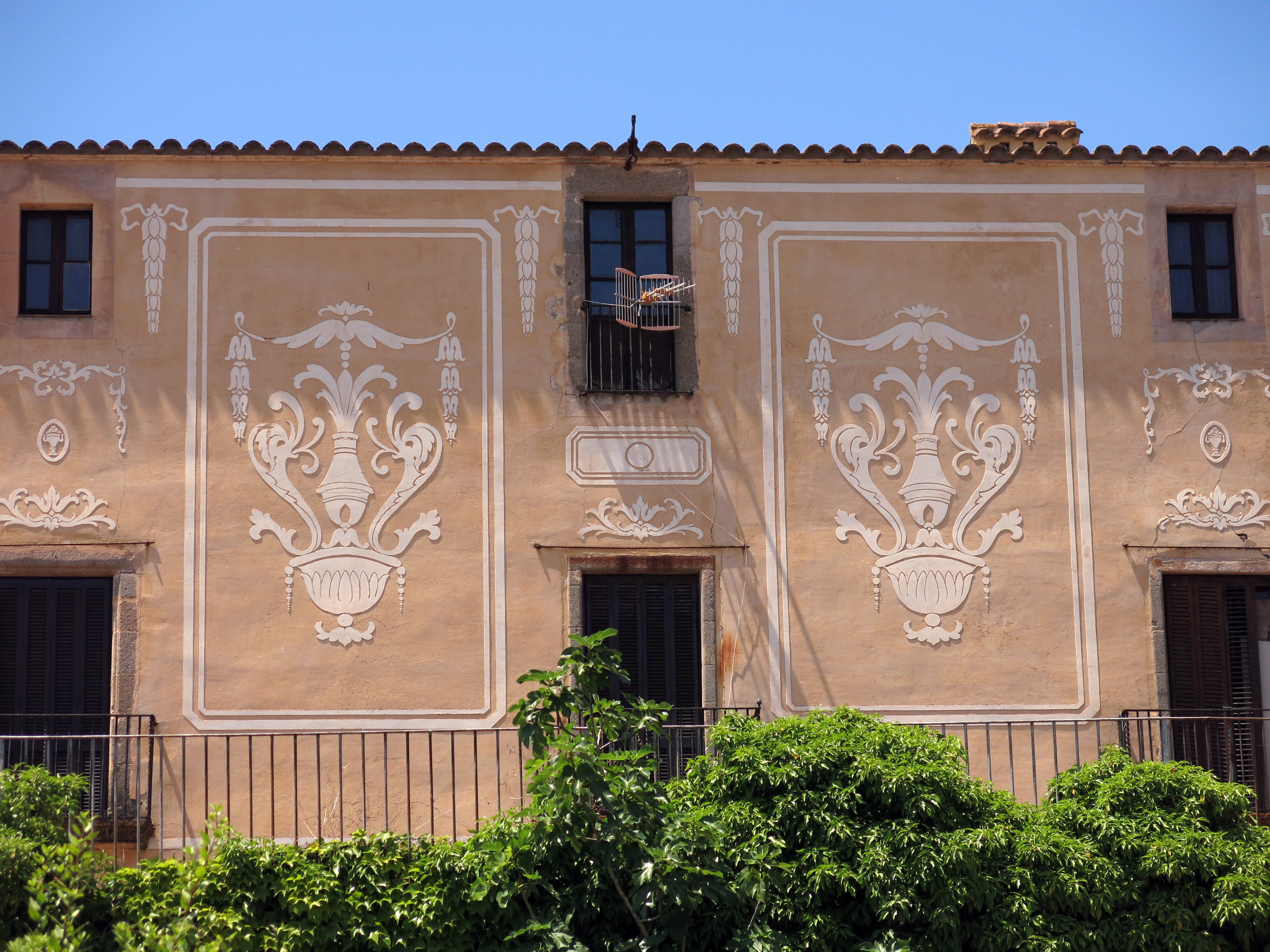
Detall dels esgrafiats de la façana

Es tracta d'un edifici de planta baixa i dos pisos. Originàriament tenia un sol pis, però després d'unes reformes se n'hi va afegir un altre. També es canvià el sentit de la teulada. La coberta és a dues aigües. La façana principal té esgrafiats, molt ben conservats. Hi ha un portal d'arc rebaixat. A la primera planta hi ha tres balcons amb llindes de pedra i amb una discreta decoració. Adossades a la casa hi ha les corts, de considerables dimensions.

## Història
La família Bacardí figura com a propietària al cadastre de 1720. Al segle xix hi hagué una reforma important de la casa.
Per herència, la finca ha passat a l'actual propietari, Camil Julià de Bacardí, marquès de Julià, casat amb Dolores Díez de Ribera y Guillanos, comtessa d'Almodóvar.